# EN3
A Estrada Nacional nº3 é uma estrada nacional portuguesa, que liga o Carregado, no distrito de Lisboa, a Castelo Branco. Tendo uma extensão total de 213 quilómetros, percorre os distritos de Lisboa, Santarém, Portalegre e Castelo Branco. Serve como alternativa à A23
De acordo com o Plano Rodoviário Nacional original, datado de 1945, era considerada uma Estrada Nacional de 1.ª Classe, sendo uma das 18 com a classificação de Itinerário Principal, estando sinalizada a vermelho.
O percurso da estrada possui uma descontinuidade entre Mação e Envendos aquando da construção da A23.

## Percurso[2][3]

### Carregado- Castelo Branco

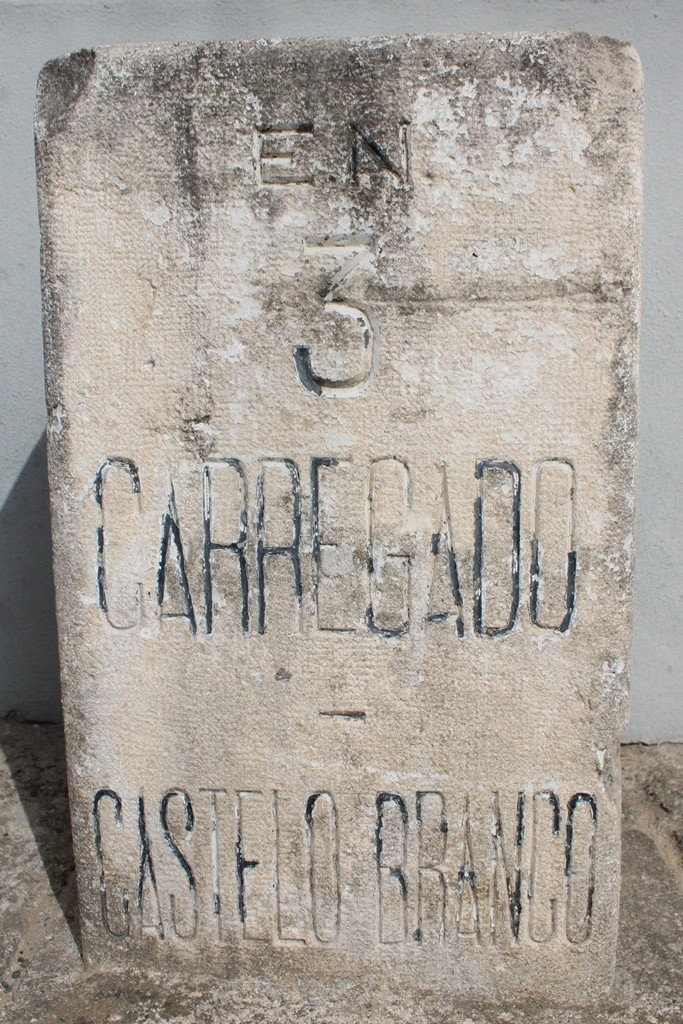
Marco Miriamétrico ao km40 em Santarém

| Saída                                                       | Localidade Intermédia                                    | Estrada que liga |
| ----------------------------------------------------------- | -------------------------------------------------------- | ---------------- |
| Carregado                                                   | Carregado                                                | N 1              |
| A 1 / IC 2                                                  | A 1 / IC 2                                               | A 1 IC 2         |
| Vila Nova da Rainha                                         |                                                          |                  |
| Azambuja                                                    |                                                          |                  |
| Aveiras de Cima / Aveiras de Baixo                          | Aveiras de Cima / Aveiras de Baixo                       | N 366            |
| Cruz do Campo                                               |                                                          |                  |
| Alto do Gaio                                                |                                                          |                  |
| Casal de São João                                           |                                                          |                  |
| Casal do Beijoca                                            |                                                          |                  |
| Cartaxo                                                     |                                                          |                  |
| Vila Chã de Ourique                                         |                                                          |                  |
| Vale de Santarém                                            |                                                          |                  |
| Santarém                                                    | Santarém                                                 | N 114            |
| Alto Bexiga                                                 |                                                          |                  |
| A 1 / Rio Maior                                             | A 1 / Rio Maior                                          | A 1 N 114        |
|                                                             |                                                          |                  |
| Póvoa de Santarém                                           |                                                          |                  |
| Torre do Bispo                                              |                                                          |                  |
| Parceiros de Igreja                                         |                                                          |                  |
| Alcanena                                                    |                                                          |                  |
| Zibreira                                                    | Zibreira                                                 | A 23             |
| Torres Novas                                                | Torres Novas                                             | EN243            |
| Entroncamento/Vila Nova da Barquinha                        | Entroncamento/Vila Nova da Barquinha                     | EN110            |
| Constância                                                  | Constância                                               | A 23             |
| Abrantes/Alferrarede                                        | Abrantes/Alferrarede                                     | EN2              |
| Mouriscas                                                   | Mouriscas                                                | EN358            |
|                                                             | Mação/Envendos                                           | EN244/EN359      |
|                                                             | Fratel                                                   |                  |
|                                                             | Figueira da Foz / Sertã Castelo Branco / Abrantes        | IC 8 A 23        |
|                                                             | Vilar de Boi Perdigão                                    | N 241            |
|                                                             | Vila Velha de Ródão / Alvaiade Castelo Branco / Abrantes | N 241 A 23       |
|                                                             | Tojeirinha                                               |                  |
|                                                             | Rodeis Vale Homem                                        | M 1361           |
|                                                             | Sarnadas                                                 | EN18             |
| Area de serviço de Sarnadas                                 |                                                          |                  |
|                                                             | Amarelos                                                 | M 1354           |
|                                                             | Castelo Branco / Abrantes                                | A 23             |
|                                                             | apeadeiro                                                |                  |
| Retaxo                                                      |                                                          |                  |
|                                                             | cebolais                                                 |                  |
|                                                             | trânsito local                                           |                  |
|                                                             | Castelo Branco / Guarda                                  | A 23             |
| Abrantes / Lisboa                                           | A 23                                                     |                  |
| acesso local                                                |                                                          |                  |
|                                                             | Maxiais                                                  |                  |
|                                                             | zona industrial                                          |                  |
| Monforte da Beira / Malpica do Tejo / Castelo Branco (este) |                                                          |                  |
|                                                             | Castelo Branco (sul) / zona industrial                   |                  |
|                                                             | zona comercial                                           |                  |
| parque urbano / zona desportiva                             |                                                          |                  |
|                                                             | Castelo Branco (centro) / hospital                       |                  |
|                                                             | Covilhã                                                  | N 18             |
| Oleiros                                                     | N 112                                                    |                  |
| Castelo Branco (norte) / ESPANHA                            | N 233                                                    |                  |
|                                                             | Guarda                                                   | A 23             |
| direção                                                     | Abrantes                                                 | A 23             |

## Ramais
- EN3-1: Para o cais do Tejo
- EN3-2: Para Valada
- EN3-3: Cartaxo - Reguengo
- EN3-4: Para a estação do Vale de Santarém
- EN3-5: Para a estação de Santarém
- EN3-6: Para Alcanhões
- EN3-7: Para a estação do Entrocamento
- EN3-8: Para a estação da Barquinha
- EN3-9: Para a estação da Praia do Ribatejo
- EN3-10: Para Abrantes
- EN3-11: Abrantes
- EN3-12: Mação - Estação da Ortiga